# رباط کف‌پایی پاشنه‌ای‌ناوی
رباط کف‌پایی پاشنه‌ای‌ناوی (انگلیسی: Plantar calcaneonavicular ligament) یا رباط پیوندی کف پا یا رباط فنری مجموعه‌ای از سه رباط در بخش زیرین پا است که با یک نوار گسترده و ضخیم حاشیه قدامی استخوان پاشنه را به کف استخوان ناوی متصل می‌کند.